# Гонка Формулы-E в Монако
Гонка Формулы-Е в Монако (англ. Monaco E-Prix) — один их этапов соревнования среди одноместных электрических автомобилей чемпионата мира Формулы-E. Проводится на городской трассе Монте-Карло раз в два года за две недели до Гран-При Монако. Впервые этап был проведен в сезоне 2014—15.

## История
Этап в княжестве Монако в дебютном сезоне Формулы-E был подтвержден на всемирном совете FIA в декабре 2013 года. 18 сентября 2014 года организаторы чемпионата объявили, что этап в Монако пройдет на укороченной версии трассы Гран-При Формулы-1: после первого поворота Sainte Devote трасса спускается к Nouvelle Chicane, пропуская значительную часть трассы, включающая в себя знаменитые площадь Казино, шпильку Fairmont (Grand Hotel) и туннель, далее трасса возвращается на привычную конфигурацию. Также было объявлено, что этап будет проходить раз два года, чередуясь с Историческим Гран-При.
В апреле 2021 года Формула-E объявила, что этап в 2021 году пройдёт на длинной конфигурации трассы с небольшими изменениями в некоторых поворотах.
После успешной гонки в 2021 году автомобильный клуб Монако совместно с руководство Формулы-E приняли решение о её ежегодном проведении.

## Трасса
Первые три раза гонки проходили на укороченной версии трассы длиной 1,765 км, содержащей 12 поворотов. В данной конфигурации отсутствовали такие значимые места, как площадь Казино, медленная шпилька Fairmont и туннель. Сразу после поворота Sainte Devote трасса спускалась к Nouvelle Chicane и дальше возвращалась на конфигурацию Гран-При, проходя повороты Tabac, Louis Chiron, Swimming Pool, La Rascasse и Anthony Noghes.
В 2021 году гонка прошла на длинной конфигурации длиной 3,32 км с 19 поворотами. Это было сделано, потому что автомобили Формулы-E Gen2 обладали улучшенными характеристиками, позволяющими им проходить более длинную дистанцию без подзарядки. От конфигурации Гран-при трасса отличалась только небольшим изменением в Nouvelle Chicane.
В 2022 году гонка прошла на той же конфигурации трассы, что используется в Гран-при Монако.

## Победители
| Сезон   | Дата проведения | № | Пилот                   | Команда           | Трасса                 | Отчёт |
| ------- | --------------- | - | ----------------------- | ----------------- | ---------------------- | ----- |
| 2023—24 | 27 апреля 2023  | 7 | Митч Эванс              | Jaguar TCS Racing | Монте-Карло (длинная)  | Отчёт |
| 2022—23 | 6 мая 2023      | 6 | Ник Кэссиди             | Envision Racing   | Монте-Карло (длинная)  | Отчёт |
| 2021—22 | 30 апреля 2022  | 5 | Стоффель Вандорн        | Mercedes-EQ       | Монте-Карло (длинная)  | Отчёт |
| 2020—21 | 8 мая 2021      | 4 | Антониу Феликс да Кошта | DS Techeetah      | Монте-Карло (длинная)  | Отчёт |
| 2018—19 | 11 мая 2019     | 3 | Жан-Эрик Вернь          | DS Techeetah      | Монте-Карло (короткая) | Отчёт |
| 2016—17 | 13 мая 2015     | 2 | Себастьен Буэми         | Renault e.dams    | Монте-Карло (короткая) | Отчёт |
| 2014—15 | 9 мая 2015      | 1 | Себастьен Буэми         | Renault e.dams    | Монте-Карло (короткая) | Отчёт |

## Галерея

Конфигурация трассы, использовавшаяся в 2015, 2017 и в 2019 годах.